# Селезнёвское сельское поселение (Смоленская область)
Селезнёвское се́льское поселе́ние — муниципальное образование в составе Велижского района Смоленской области России.
Административный центр — деревня Селезни.

## Географические данные
- Расположение: северо-восточная часть Велижского района
- Граничит:
  - на западе — с Велижским городским поселением,
  - на юге и востоке — с Печёнковским сельским поселением Велижского района  Смоленской области,
  - на севере — с Псковской областью.
- По территории поселения проходит автомобильная дорога «Велиж — Селезни».
- Крупные реки: Западная Двина, Сертейка.

## История
Образовано законом от 2 декабря 2004 года. Законом Смоленской области от 20 декабря 2018 года в Селезнёвское сельское поселение были включены все населённые пункты упразднённого Ситьковского сельского поселения.

## Население
| 2007 | 2011 | 2012 | 2013  | 2014  | 2015 | 2016 |
| ---- | ---- | ---- | ----- | ----- | ---- | ---- |
| 1074 | ↘903 | ↘869 | ↘846  | ↘834  | ↘804 | ↘790 |
| 2017 | 2018 | 2019 | 2020  | 2021  |      |      |
| ↘762 | ↘756 | ↘742 | ↗1356 | ↘1177 |      |      |

## Населённые пункты
В состав сельского поселения входят 39 населённых пунктов:
| №  | Населённый пункт | Тип     | Население |
| -- | ---------------- | ------- | --------- |
| 1  | Апонасково       | деревня | 11        |
| 2  | Бабка            | деревня | 34        |
| 3  | Балбаи           | деревня | 13        |
| 4  | Бахтеи           | деревня | 13        |
| 5  | Белоусово        | деревня | 14        |
| 6  | Варныши          | деревня | 0         |
| 7  | Городец          | деревня | 0         |
| 8  | Горяне           | деревня | 21        |
| 9  | Дорожкино        | деревня | 2         |
| 10 | Ехны             | деревня | 81        |
| 11 | Жигалово         | деревня | 1         |
| 12 | Загоскино        | деревня | 5         |
| 13 | Задубровье       | деревня | 3         |
| 14 | Ильеменка        | деревня | 4         |
| 15 | Климово          | деревня | 0         |
| 16 | Кожеки           | деревня | 35        |
| 17 | Корени           | деревня | 15        |
| 18 | Кривка           | деревня | 0         |
| 19 | Логово           | деревня | 226       |
| 20 | Маклок           | деревня | 11        |
| 21 | Макуни           | деревня | 2         |
| 22 | Матюхи           | деревня | 3         |
| 23 | Михалово         | деревня | 0         |
| 24 | Наумовка         | деревня | 4         |
| 25 | Осиновка         | деревня | 0         |
| 26 | Осиновка         | деревня | 1         |
| 27 | Подпояски        | деревня | 5         |
| 28 | Поймище          | деревня | 4         |
| 29 | Проявино         | деревня | 15        |
| 30 | Рудня            | деревня | 23        |
| 31 | Рудомые          | деревня | 18        |
| 32 | Рябково          | деревня | 0         |
| 33 | Селезни          | деревня | 768       |
| 34 | Сертея           | деревня | 12        |
| 35 | Ситьково         | деревня | 212       |
| 36 | Смоленский Брод  | хутор   | 10        |
| 37 | Тхарино          | деревня |           |
| 38 | Узвоз            | деревня | 64        |
| 39 | Шебино           | деревня | 0         |

## Археология и генетика
В долине реки Сертейки у деревни Сертея находится Сертейский археологический комплекс. У обитателя стоянки Сертея VIII (5120±120 лет назад) была обнаружена митохондриальная гаплогруппа H и Y-хромосомная гаплогруппа R1a1. У двух обитателей свайной постройки № 1 со стоянки Сертея II (жижицкая археологическая культура позднего неолита, сер. III тыс. до н. э.) обнаружена митохондриальная гаплогруппа H2 и Y-хромосомные гаплогруппы R1a1 и N1c.

## Экономика
Сельхозпредприятия, школа, магазины, лесопереработка.